# 邮戳
邮戳（英語：postmark）是邮局盖在实寄过的邮件、包裹等上之各类戳记，包括普通邮戳、纪念邮戳、宣传邮戳等，用以表示郵件收件、處理或投遞之日期時間與地點等資訊，是历史的反映。對於有嚴格時效性的郵件，例如法律文件、公文書及報名表單等，郵戳可做為送出日期時間之證明。蓋在郵票等郵資符誌上也代表此郵資符誌已被用於支付郵資，不能再重複利用。收集邮戳已经成为集邮必不可少的一项内容。现在也出现电子邮戳等新种类。

## 中華郵政郵戳分類

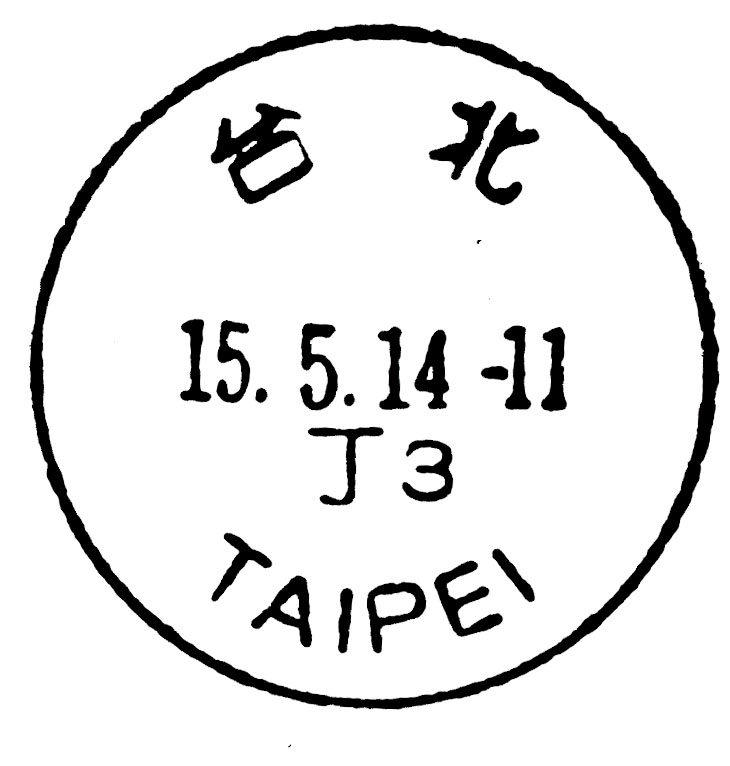
2014年5月15日 台北 丁戳

在晚清時期至民國初年郵戳有千百種，有碑型戳、八卦戳……等。

### 干支
干支戳係以天干地支作為郵戳分類，以下是民國83年（1994年）起換發之新式郵戳使用情形：
- 甲戳：一般郵務櫃檯用戳（各大小郵局均有配置，又分中文戳及洋文戳，前者用於國內郵件，後者用於中國大陸及國際郵件）
- 乙戳：儲匯業務櫃檯用戳（各大小郵局均有配置，用於儲匯業務相關單據，及部分代理業務，如代售火車票）
- 丙戳：國際郵件封發（通常使用在出口函件銷票，但不常見，目前只在基隆郵局、高雄郵件處理中心等單位使用，其他多以洋文辛戳銷票）
- 丁戳：國際郵件封發（通常使用在進口函件銷蓋落地戳，如臺北郵件處理中心國際郵件進口科函件進口股）
- 戊戳：掛號封發（通常只在郵局投遞單位內部使用，部分郵局則用於銷蓋掛號函件落地戳、回執等）
- 己戳：包裹封發（通常只在郵局投遞單位內部使用，部分郵局用於銷蓋上門收件、非營業時間親自交寄之快捷郵件等）
- 庚戳：限時類郵件封發（投遞單位用戳，但並非所有投遞單位都有配置，主要用於限時平信之銷票，以及限時平信、限時掛號、快捷郵件之落地、回執、欠資處理等，少數投遞單位亦配置洋文戳，用於國際快遞郵件）
- 辛戳：一般平信信件封發（投遞單位用戳，所有投遞單位都有配置，部分單位兼有中文戳及洋文戳，前者用於國內平信之銷票、回執、欠資處理等，後者用於中國大陸及國際平信之銷票）
- 壬戳：郵件轉投、轉遞（通常只在郵局內部使用，民國92年（2003年）7月31日火車郵局廢除前，亦使用此種郵戳，當時實務上可用於銷票）
- 癸戳：集郵用戳（各大小郵局均有配置，用於集郵票品之銷票，如配合郵票發行或特殊紀念戳、宣傳戳使用，可補蓋10日，較大之郵局兼有中文戳及洋文戳，依顧客之需求蓋用）
- 子戳：郵件投遞（投遞單位專用戳，大部分投遞單位均有配置，用於國內平信之銷票及回執，以及欠資處理等）
- 丑戳：平常印刷郵件封發（只在較大之郵局投遞單位、郵件處理中心使用，主要用於特殊尺寸之印刷品）
- 寅戳：壽險業務專用戳（只在較大郵局配置，較小郵局則以乙戳代替）
- 卯戳：電子掛號函件封發（罕用）

在實際上，甲、丙、戊、庚、辛、子等類郵戳常混用。
另有「代戳」，由中華郵政製發給郵政代辦所銷戳使用，收寄國際信件的代辦所除中文戳外，另有洋文戳（即英文）使用。

### 現今

#### 戒嚴初期（1949～1960）[1]
- 汽車郵戳
- 火車郵戳
- 郵船戳
- 試用戳
- 紀念戳
- 宣傳戳
- 檢查戳
- 信櫃戳
- 臨時郵局戳
- 大陳島戳
- 代辦所戳
- 錯字戳

#### 解嚴後
現今的郵戳較以前特別的是，掛號函件均採用列印，不必再手動蓋壓，而大宗掛號函件則是條碼替代，省去了郵戳。

## 香港邮政邮戳分类
- 單圈郵戳：用於郵政局櫃位
- 雙圈郵戳：用於郵件處理中心/派遞局
- 包裹郵戳：用於郵政局作蓋銷包裹上的郵票
- 特別郵戳：用於首日發行郵票/特定事件
- 集郵邮戳：用於集邮组/集郵局
- 邮印标语：用於宣传特定事件
- 彩色邮戳：用於蓋銷預製首日封

## 中国邮政邮戳分类

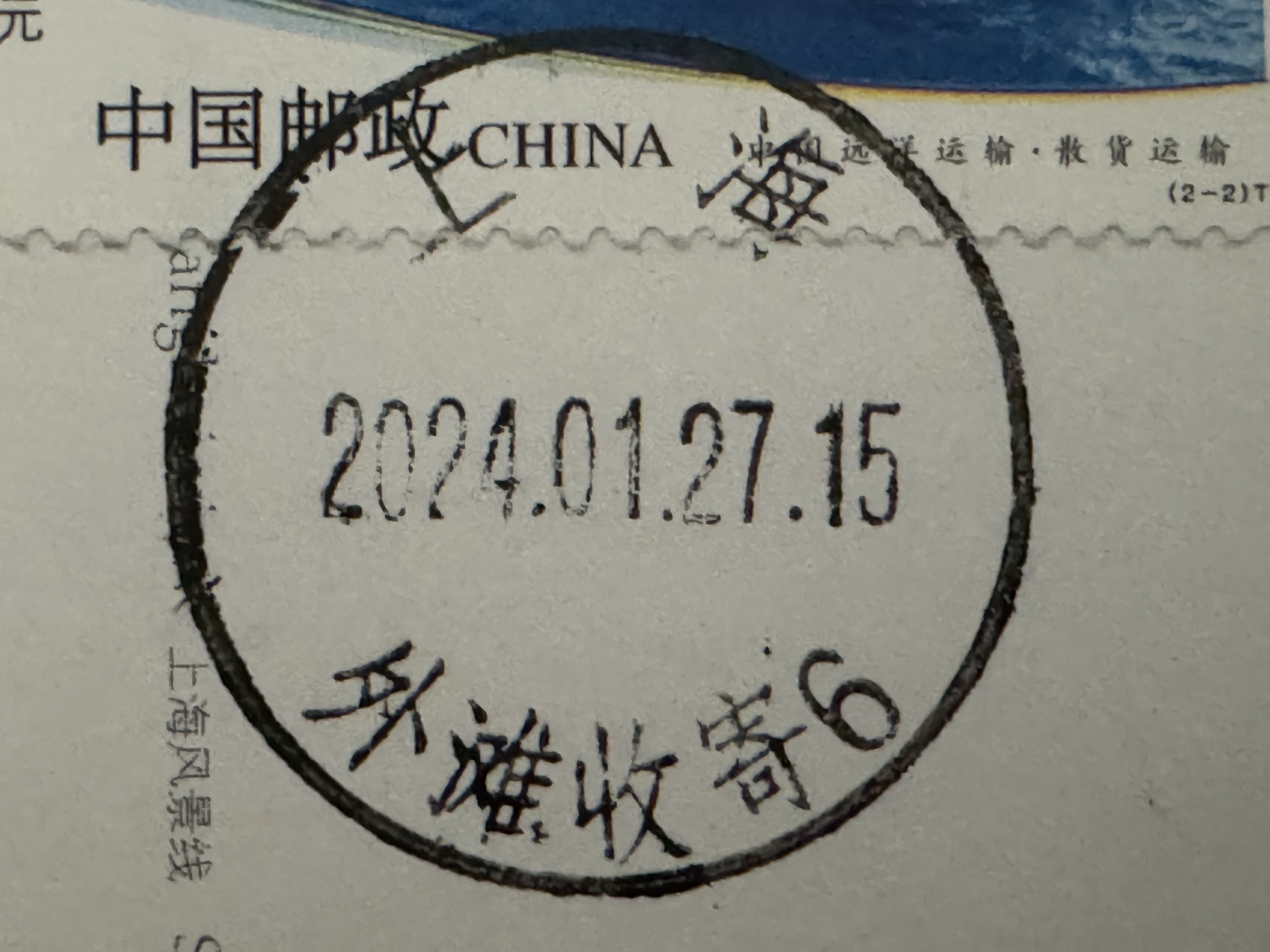
收寄日戳：2024年1月27日15时 中国上海

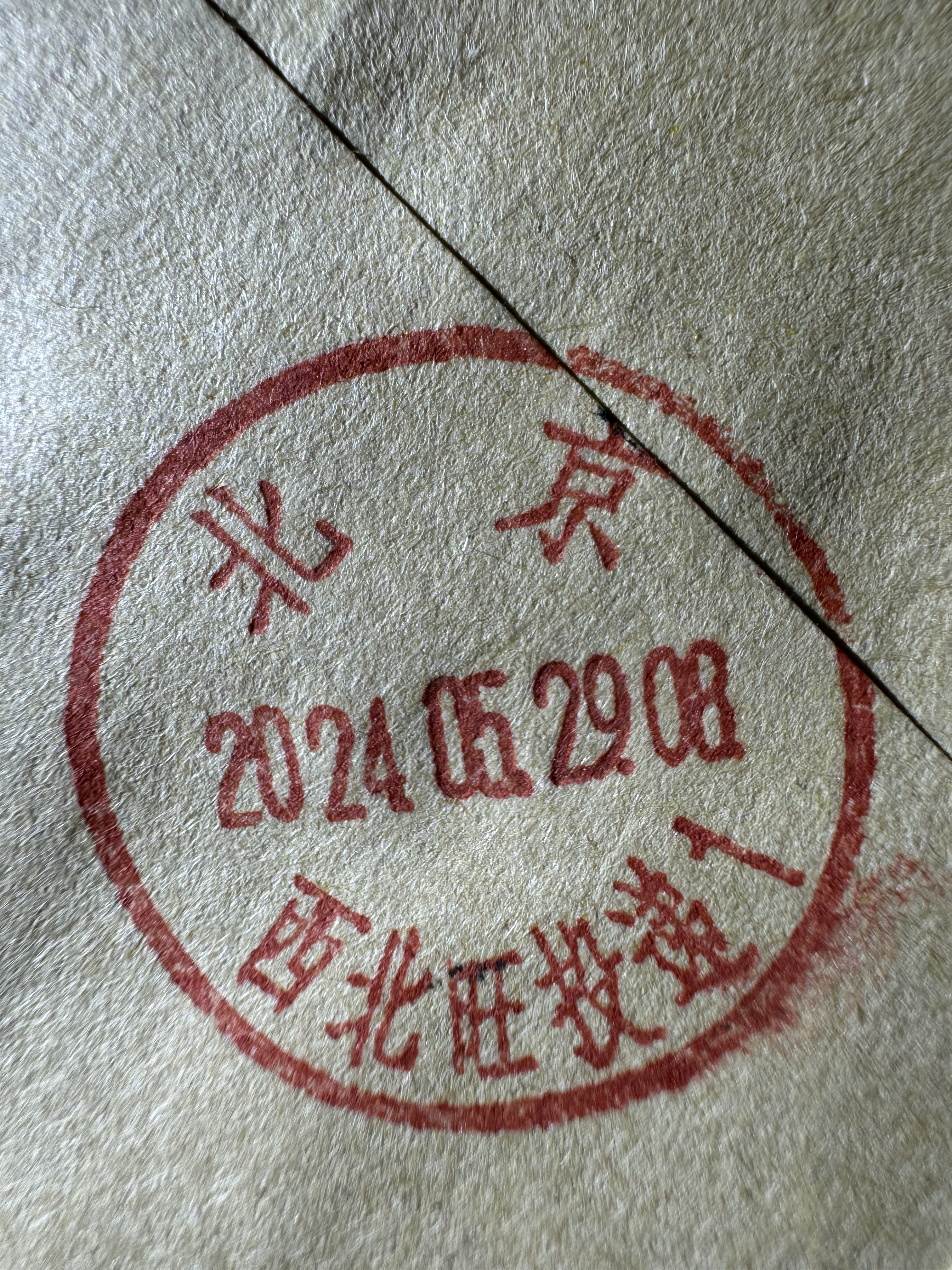
投递日戳：2024年5月29日8时 中国北京

邮政日戳包括普通日戳、风景日戳、文化日戳、营业系统中的电子日戳、邮资机戳中的日戳部分。
- 普通日戳：指邮政网点收寄、处理及投递邮件时使用的日戳（包括过戳机戳）。
  - 收寄日戳：一部分日戳上有“收寄”字样，应当使用黑色油墨加盖，用于办理普遍服务业务和特殊服务业务，用于盖销邮票以及按规定盖印于邮件封皮、业务单据或批条。用于为集邮爱好者提供信封、邮资封片及邮戳卡等的盖销服务。用于加盖邮政企业内部（含邮政监管部门）业务检查记录表。
  - 投递日戳：日戳上有“投递”字样，应当使用红色油墨加盖，是邮政投递生产的专用工具，用于盖印在进口函件的封皮上、邮件通知单、清单、路单、验单、查单、改退批条等指定的业务单式上，用于加盖邮政企业内部业务检查记录表。
- 风景日戳：指刻有风景图案、名称和风景所在地地名的邮政日戳，由风景名胜所在地邮政公司（网点）使用。风景日戳既有普通日戳盖销邮票的功能，又有纪念和宣传的作用。
- 文化日戳：邮政部门为弘扬中华优秀传统文化和革命历史传统，宣传国家特色自然资源及非物质文化遗产，纪念重大节日、事件和活动等而专门刻制的一种带有宣传、纪念文字和美术图案的邮政日戳。文化日戳具有普通日戳盖销邮票的功能。
- 电子日戳
- 邮资机戳

## 澳门邮政邮戳分类
- 普通邮戳
- 纪念邮戳
- 集郵郵戳
- 招領信件郵戳